# Sarcophagidae

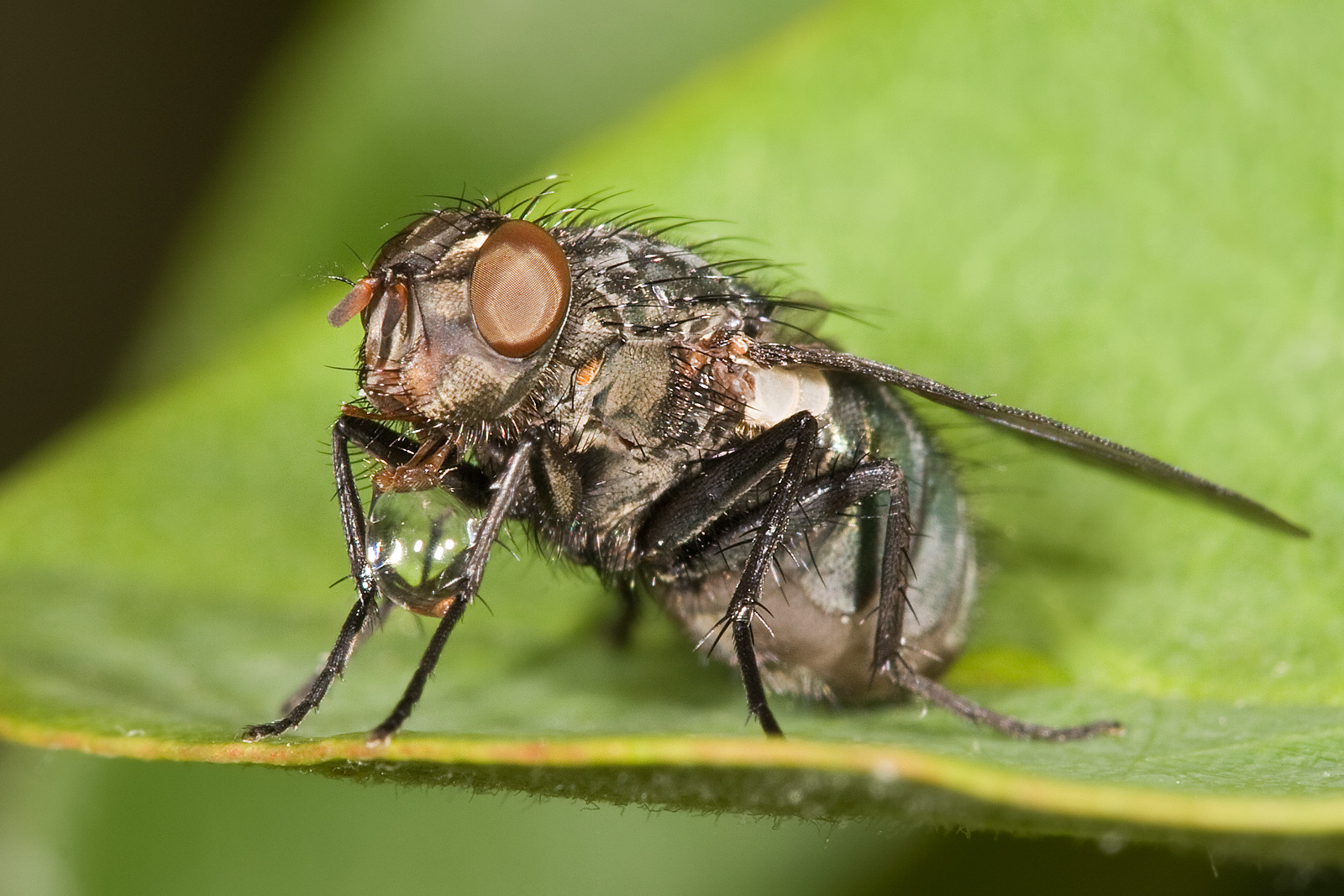
Un ejemplar de Sarcophagidae, eliminando líquido, para aumentar la concentración de alimento sólido ingerido.

Los sarcofágidos (Sarcophagidae) son una familia de dípteros braquíceros conocidas vulgarmente como moscardas de la carne porque sus larvas se desarrollan en la carroña y el estiércol, así como en los tejidos vivos de las personas y otros animales.  Las moscas de la familia Calliphoridae son también llamadas moscas o moscardas de la carne. 
Las moscardas de la carne recuerdan a una mosca doméstica grande y muchas exhiben bandas longitudinales en el tórax y manchas en el abdomen. La mayoría son ovivíparos, es decir que el huevo permanecen en el abdomen de la hembra hasta que está listo o casi listo a emerger. Las larvas se desarrollan en un día o menos y después se entierran en la carne durante siete a diez días antes de entrar en la fase de pupa. Algunas especies, especialmente los de la subfamilia Miltogramminae, son parásitos de otros insectos como Orthoptera (saltamontes, langostas); otros son cleptoparásitos de Hymenoptera, de avispas solitarias.
Hay tres subfamilias con alrededor de 3100 especies en más de 170 géneros en el mundo. Una de las especies más extendidas es Sarcophaga carnaria.
- Miltogramminae (cleptoparásitos de abejas y avispas)[3]
- Paramacronychiinae (predadores y parasitoides)[4]
- Sarcophaginae (la mayoría carroñeros)[5]

Pueden transmitir varios patógenos, entre ellos el bacilo de la lepra.

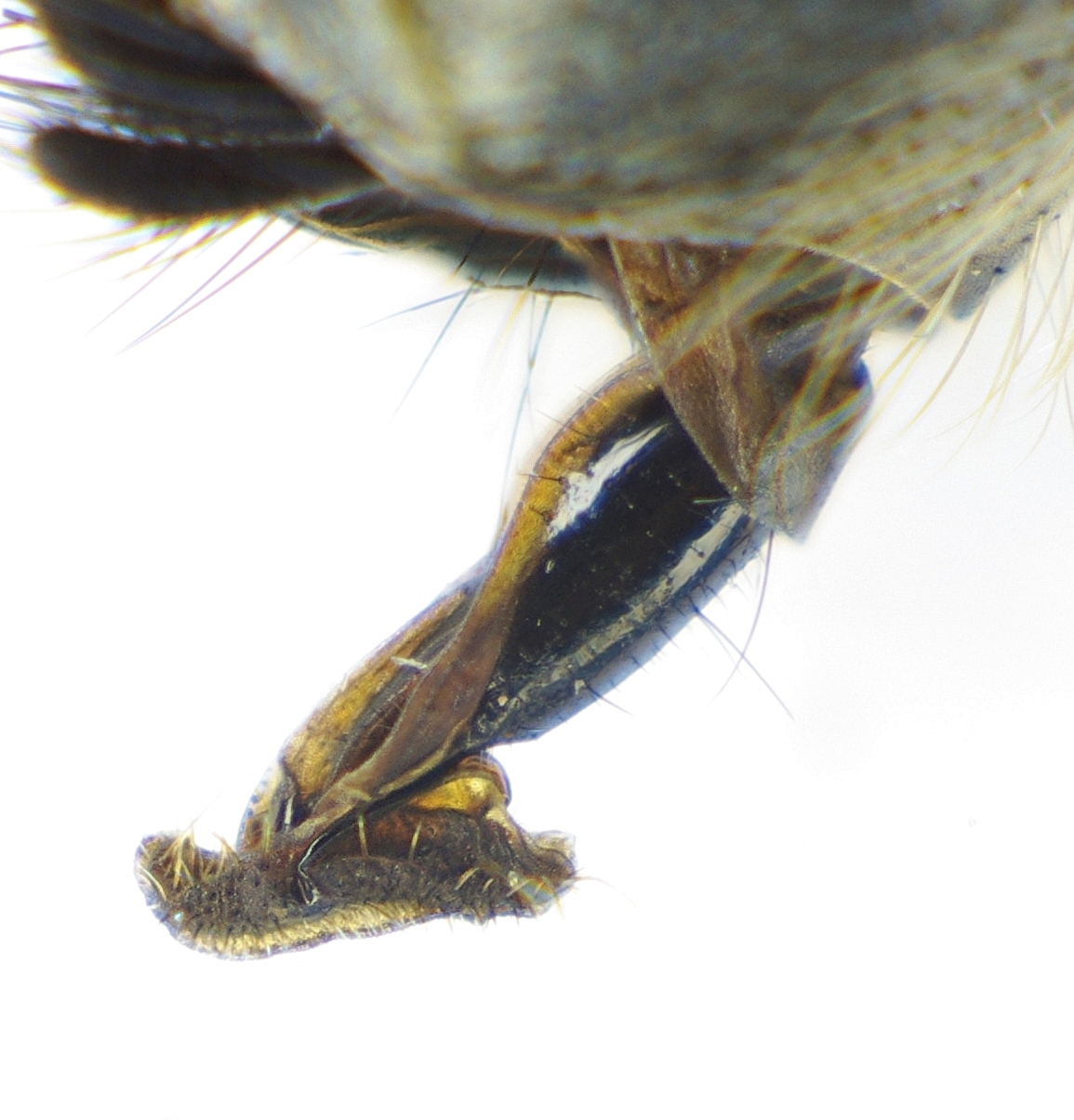
Piezas bucales de Sarcophaga sp.